# Sporting Clube da Covilhã
Sporting Clube da Covilhã je portugalski nogometni klub iz grada Covilhe. Smatra ga se jednim od povijesnih portugalskih klubova koji je igrao u portugalskoj 1. ligi, a sada igra u drugoj ligi.
Jedan je od rijetkih klubova iz portugalske unutrašnjosti koji su igrali u najvišoj ligi.

## Klupski uspjesi
- Liga de Honra, 2. liga ("Portugalska Liga časti"): 1
  - 1947./48.
- Portugalska Druga divizija (znana i kao Druga divizija B): 2
  - 1998./99., 2004./05.

## Vanjske poveznice
- Službene klupske stranice